# Khalid Kouri
Ne doit pas être confondu avec Khaled Khouri.
 (décembre 2024).
Khalid Kouri (en arabe : خالد كورعي), né le 20 novembre 1993 à Kénitra (Maroc), est un joueur de futsal international marocain.

## Biographie

### Carrière en club

#### Avec la Ville Haute de Kénitra
Khalid Kouri naît à Kénitra et fait ses débuts dans le futsal à la Ville Haute de Kénitra (AVHK). Le 17 novembre 2019, il participe à la finale de la Coupe du Trône face au Fath de Settat à Oujda (défaite, 5-4). 

#### Avec Loukkous Ksar El Kebir (2021-2023)
En octobre 2021, il paraphe un contrat de trois saisons au Club Loukkous Ksar El Kebir (CLKK). Le 30 mai 2022, il remporte la finale de la Coupe du Trône 2021-22 aux dépens du Chabab Mohammédia après prolongations (5-3). Khalid Kouri inscrit le 5e but du CLKK lors de cette finale disputée à Laâyoune.
Khalid Kouri termine sa deuxième saison en tant que vice-champion du Maroc 2022-2023 et finaliste malheureux de la Coupe du Trône 2021-2022.

#### Montpellier MF (depuis 2023)
Le 10 juillet 2023, Khalid Kouri quitte le Maroc à l'intersaison pour jouer en France au Montpellier Méditerranée Futsal qui évolue deuxième division.

### Parcours international
Khalid Kouri reçoit ses premières convocations en fin 2015 avec l'équipe du Maroc sous l'entraîneur Hicham Dguig.
Il participe en juillet 2016 à un stage de préparation à Agadir avant d'être sélectionné pour la liste finale à la Coupe du monde de futsal de 2016 en Colombie. Son groupe est alors composé de l'Espagne, de l'Azerbaïdjan et de l'Iran. Le Maroc termine dernier de sa poule avec aucun point et est aussitôt éliminé de la compétition,.
Il est de nouveau sélectionné par Dguig pour participer à la Coupe arabe de futsal 2022 qui a lieu en Arabie Saoudite au mois de juin 2022. Les Marocains parviennent à conserver leur titre en s'imposant en finale face aux Irakiens (3-0). Le 3 juillet 2022, au retour des Marocains dans le pays, Khalid Kouri, présent lors d'un événement d'hommage à l'équipe nationale de futsal à Kénitra avec la présence de Hicham Dguig, salue les performances du sélectionneur et l’esprit d’abnégation de l’ensemble des joueurs.
Après la Coupe arabe, Kouri prend part avec la sélection à la Coupe des confédérations de futsal en Thaïlande durant le mois de septembre 2022. Le Maroc remporte le tournoi pour la première fois, en s'imposant en finale face à l'Iran,.

### Statistiques détaillées en club
Le tableau suivant recense les statistiques de Khalid Kouri :
| Saison                | Club                  | Championnat           | Championnat | Championnat | Championnat | Coupe(s) nationale(s) | Coupe(s) nationale(s) | Coupe(s) nationale(s) | Total | Total | Total |
| Saison                | Club                  | Division              | M.          | B.          | P.d.        | M.                    | B.                    | P.d.                  | M.    | B.    | P.d.  |
| 2021-2022             | CL Ksar El Kebir      | Division 1            | -           | -           | -           | -                     | -                     | -                     | 0     | 0     | 0     |
| 2022-2023             | CL Ksar El Kebir      | Division 1            | 25          | 19          | 14          | 4                     | 3                     | 1                     | 29    | 22    | 15    |
| Sous-total            | Sous-total            | Sous-total            | -           | -           | -           | -                     | -                     | -                     | 0     | 0     | 0     |
| 2023-2024             | Montpellier MF        | Division 2            | -           | -           | -           | -                     | -                     | -                     | 0     | 0     | 0     |
| Total sur la carrière | Total sur la carrière | Total sur la carrière | -           | -           | -           | -                     | -                     | -                     | 0     | 0     | 0     |

## Palmarès
| VH Kénitra :                           | CL Ksar El Kebir (1) :                                       | Maroc (3) :                                                                                              |
| -------------------------------------- | ------------------------------------------------------------ | --- |
| - Coupe du Trône - Finaliste : 2018-19 | - Coupe du Trône - Vainqueur : 2020-21 - Finaliste : 2021-22 | - Coupe arabe des nations (2) - Champion : 2021 et 2022 - Coupe des confédérations (1) - Champion : 2022 |